# Starlinger Gruppe
Die Starlinger Gruppe ist ein weltweit agierendes Maschinenbau-Unternehmen, dessen österreichische Muttergesellschaft, mit Sitz in Wien und Werken in Weissenbach an der Triesting, St. Martin im Mühlkreis sowie Taicang in China, im Besitz der Familie Starlinger-Huemer ist.

## Geschäftsbereiche, Produkte
Die Gruppe besteht aus den eigenständigen Unternehmen Starlinger & Co. GmbH, Georg Sahm GmbH & Co. KG, STC Spinnzwirn GmbH und unistrap GmbH.
Assoziierte Unternehmen sind SML Maschinengesellschaft mbH und UNIMAS GmbH.
- Starlinger & Co. GmbH entwickelt und produziert komplette Anlagen zur Erzeugung gewebter Kunststoffsäcke und Recyclinganlagen für Kunststoffe.
- unistrap gmbh beschäftigt sich – ebenfalls in Weissenbach – mit der Herstellung von Rundgeweben wie Schläuchen, dem Phosphatieren von Metallkomponenten, Maschinenmontagen und der PU-Gießerei. Beide Unternehmen unterhalten ein Stadtbüro in Wien-Mariahilf.
- Georg Sahm GmbH & Co. KG baut Präzisions-Spulmaschinen in Eschwege.
- STC Spinnzwirn GmbH baut Monofilament- und Bändchenanlagen, Spulmaschinen und Wickler in Chemnitz.

Der Vertrieb und das Service erfolgt über eigene weltweit gestreute Tochtergesellschaften und Servicepartner.

## Bedeutung
Das Unternehmen ist auf seinem Gebiet Technologie- und Weltmarktführer und global einziger Anbieter für komplette Produktionsanlagen zur Kunststoffgewebe-Sackherstellung.
45.000 Webstühle wurden weltweit bislang installiert. 2017/18 erzielte die Starlinger Gruppe mit etwa 940 Mitarbeitern einen Umsatz von über € 290 Mio. bei über 900 Kunden in 136 Ländern. 1.000 Bändchen – Extrusionsanlagen von Starlinger mit 200.000 Spulen produzieren weltweit pro Jahr 2,3 Millionen Tonnen Verpackungsgewebe aus extrudiertem Garn.

## Geschichte
- 1835 – Gründung der Firma Franz Laubek, die stationäre Dampfmaschinen und Antriebselemente für die boomende junge Industrie des aufstrebenden Bürgertums im Biedermeier und Vormärz anfertigt. 1895 (??) wird die Firma als Franz Laubeks Nachfolger registriert.[7]
- 1836 – Gründung der Firmen Elis, Pretsch & Starlinger und Starlinger & Co. vormals Franz Laubek, beide mit dem Firmensitz in Wien VI, Mollardgasse 85a.[8]
- 1897 – Franz Starlinger stellt die Produktion auf Textilmaschinen um. Es sind dies vor allem Posamenteriemaschinen für Fransen, Borten und Kordeln.
- 1913 – wird das Unternehmen als Starlinger & Co. in das Handelsregister eingetragen.
- 1920 – Änderung des Produktionsprogramms auf Spulmaschinen für die Webereiindustrie.
- 1955 – Konstruktion spezieller Spulmaschinen für Fasern aus dem gerade neuentwickelten Polypropylen.
- 1959 – Franz X. Starlinger-Huemer (1933–2002) und seine Frau Erna übernehmen den Betrieb als Eigentümer und Geschäftsführer.
- 1968 – Entwicklung zum Exportunternehmen für Maschinen für die Gewebesackherstellung. Auf dem Grund der ehemaligen Pittel-Zementwerke in Weissenbach an der Triesting entsteht die erste Montagehalle in der Rundwebmaschinen, Spulmaschinen, Konfektionsanlagen, Druckmaschinen und Ballenpressen konstruiert und angefertigt und mit zugekauften Bändchenanlagen gehandelt wird.
- 1973 – Bei der ersten österreichischen Maschinenausstellung in Peking wird die selbst entwickelte Rundwebmaschine präsentiert, von der in den Folgejahren 30 komplette Produktionsanlagen für die Sackherstellung nach China verkauft werden.
- 1982 – Kauf des ehem. Prym-Werks in Weissenbach durch Frau Erna Starlinger-Huemer und Herstellung von Bändchen und PP-Säcken auf Maschinen der Firma Starlinger durch ihre eigene Firma Unistrap, mit der sie schon seit 1974 Packmittel für die Österreichische Post fertigt.[9]
- 1990 – Erwerb eine Lizenz für die Erzeugung von Bändchenextrusionsanlagen; Eigenentwicklungen. Starlinger wächst stark und wird zum Global Player und Weltmarktführer im Bereich der Bändchenextrusionsanlagen und Rundwebmaschinen.
- 1995–1997 – Starlinger & Co GmbH übernimmt die Sparte Kunststoffmaschinenbau vom Konkurrenten Lenzing AG. Die eigenständige Firma SML Maschinengesellschaft m.b.H. entsteht.[10]
- 2000 – Eine Recycling Division wird mit dem Ziel gegründet, Recyclingtechnologie zu entwickeln.
- 2001 – Preis des WirtschaftsBlatt als bester Familienbetrieb Wiens.[11]
- 2002 – Übernahme von Sahm.[12] Nach dem Tod von Franz X. Huemer-Starlinger übernimmt seine Tochter Angelika Huemer die Position als geschäftsführende Gesellschafterin des Familienbetriebs.
- 2006 – Die weltweit 400. Bändchenextrusionsanlage wird ausgeliefert.[13]
- 2007 – Österreichischer Exportpreis – in der Kategorie Industrie – durch die WKO für 40 Jahre Exporttradition, stetige Expansion, und einem Exportanteil von 99 % seit 1997.[14]
- 2009 – Die Unternehmenspräsidentin von Starlinger und Geschäftsführerin der unistrap GmbH bzw. der SL-LEASING GmbH (Immobilien), Erna Starlinger-Huemer erhält das Große Silberne Ehrenzeichen für Verdienste um die Republik Österreich.[15][16]
- 2010 – Das Unternehmen begeht sein 175-jähriges Firmenjubiläum.[17]
- 2012 – Eröffnung der neuen Produktionsstätte für die Division viscotec in St. Martin, Oberösterreich; Österreichischer Exportpreis – in der Kategorie Industrie – durch die WKO (portal.wko.at)
- 2013 – Gründung der Division Starlinger consumer bags
- 2015 – Eröffnung des neuen Firmensitzes des Tochterunternehmens American Starlinger-Sahm, Inc. in Fountain Inn, SC, USA
- 2017 – Eröffnung des neuen Sitzes der Division recycling technology in Weissenbach/Triesting, Furtherstrasse 47
- 2018 – Starlinger übernimmt die Sparte Barmag Spinnzwirn von OC Oerlikon. Das eigenständige Unternehmen STC Spinnzwirn GmbH entsteht.

## Allgemeines
- Endprodukte dieser Webmaschinen sind beispielsweise reißfeste Zementsäcke, Bigbags für Schüttgut, Werbetaschen, Geotextilien oder auch Kunstrasen. Die Reißfestigkeit dieser Gewebe ist enorm, so trägt ein Zweikilosack (FIBC) 2000 kg Inhalt. Nur 0,7 kWh beträgt der Energieeinsatz pro Sack.[18]
- Seit 1976 saniert die Familie Starlinger die Burg und ab 1998 auch die historischen Hotelanlagen von Neuhaus im Wienerwald. APA-Meldung 2001: 750 Jahre Neuhaus.